# クラレンス・マクラスキー
クラレンス・ウェイド・マクラスキー・ジュニア（Clarence Wade McClusky,Jr.,1902年6月1日 - 1976年6月27日）は、アメリカ海軍の軍人。最終階級は少将。ミッドウェー海戦における日本海軍の航空母艦群を直接目の前にしての判断は、日本軍のミッドウェー作戦を失敗せしめ、太平洋戦争の帰趨にも大きな影響を与えた。

## 生涯

### 誕生から第二次世界大戦まで

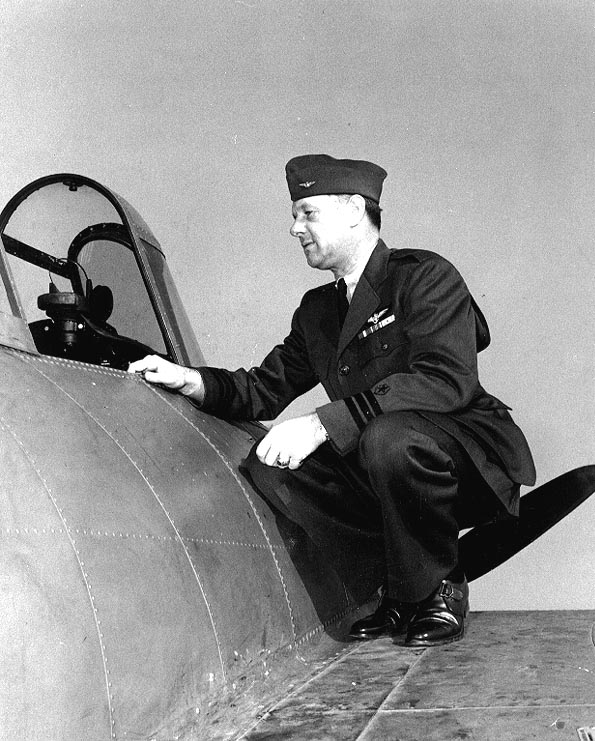
F4Fの翼の上に乗るマクラスキー

マクラスキーは、1902年6月1日、ニューヨーク州のバッファローで生まれた。
1926年に海軍士官学校を卒業後、1929年にアビエーターの資格を取得し、その後の約10年間は海軍士官学校の教官をしていた。
そして、航空母艦「エンタープライズ」の艦上戦闘機隊（VF-6、F4Fワイルドキャットで編成）の指揮官になった。

### 第二次世界大戦

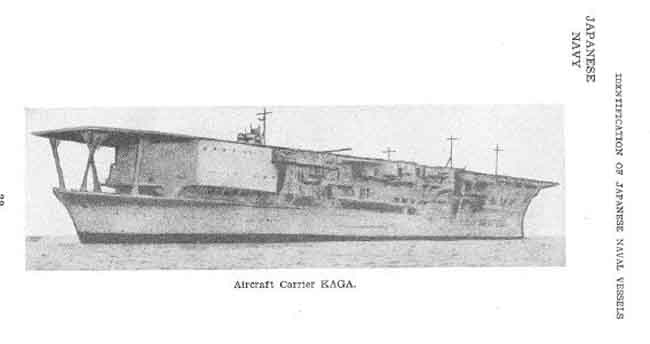
マクラスキーが攻撃した日本海軍の航空母艦「加賀」

マクラスキーの所属する「エンタープライズ」は、第二次世界大戦の勃発後も大西洋に派遣されなかったため、太平洋艦隊の所属としてハワイを拠点に活動していた。
1941年12月8日の時点で真珠湾を離れていて真珠湾攻撃を逃れたエンタープライズは、いったん真珠湾に帰港した後、そのまま太平洋戦争の開戦に伴う作戦行動に入った。この頃、エンタープライズは優勢な日本軍の進撃を妨害するための襲撃活動等を行っており、マクラスキーもこれに従事した。
1942年4月、少佐に昇進したマクラスキーはエンタープライズ搭載の艦載機が所属する第6航空群司令に着任し、乗機を艦上戦闘機のF4Fワイルドキャットから艦上爆撃機のSBDドーントレスに乗り換えた。

#### ミッドウェー海戦
1942年6月のミッドウェー海戦では、発見の報告を受けた日本海軍の航空母艦に攻撃を行うべく、「エンタープライズ」の全艦載機を統率する立場であるにもかかわらず、33機のSBDドーントレスで構成される部隊（「エンタープライズ」を母艦とするVB-6及びVS-6）を直接率いて出撃するが、艦を挙げての全力攻撃で攻撃隊の全機が一斉に発進できず、発進して上空にて部隊ごとに集合次第、目標に向う形を取ったことから、艦上戦闘機隊や艦上攻撃機隊とは全く別の方向へ行ってしまう。
艦上戦闘機隊と合流できなかったマクラスキーの率いるエンタープライズ艦爆隊は艦上戦闘機隊の護衛なしで進撃する中で1機が不時着水、その後の燃料切れとの戦いの中で予想海域を索敵中に、さらに1機の不時着水と1機の行方不明を出す中で日本海軍の駆逐艦「嵐」を発見、この駆逐艦が自軍の空母機動部隊と合流しようとしているものと判断し、その進路上を索敵した結果、海戦に参加していた日本海軍の4隻の航空母艦のうち赤城、加賀、蒼龍を先に到着した艦上攻撃機隊が低空から雷撃している最中に発見した。
日本海軍の直掩戦闘機隊や対空砲火が低空から押し寄せるTBDデヴァステーターへの対応で高空の警戒が手薄になっていることを察したマクラスキーは攻撃開始を命令し、自らの部隊を加賀に集中させ、攻撃に当たってはマクラスキー自身がエンタープライズ艦爆隊の先陣を切り、25機のSBDドーントレスを率いて加賀へ急降下爆撃を敢行した。この攻撃で部下のウィルマー・ガラハー大尉の率いる隊が投下した爆弾により、加賀の艦橋付近に置いてあった燃料車が爆発し、岡田次作艦長以下の幹部が戦死している。
また、マクラスキーの部下のリチャード・ベスト大尉の率いる一隊が連携に失敗して4機で赤城を攻撃、攻撃後に両艦とも沈没に至ったため、マクラスキーは第二次世界大戦の海戦では珍しい、自らが直接率いる兵力による1回の攻撃で敵航空母艦を2隻同時に沈没させる戦果を挙げることになった。
蒼龍についてはヨークタウンから出撃し、マクラスキーの率いるエンタープライズ艦爆隊とほぼ同時に戦場に到着したマクスウェル・レスリー少佐の率いるヨークタウンの艦爆隊がエンタープライズ艦爆隊に続く形で攻撃している。
急降下爆撃の突入時は敵の死角をつく形になったために損害を出さなかったものの、一連の攻撃を終えて離脱する際における艦上戦闘機隊の護衛なしでの攻撃に対する日本海軍の反撃には熾烈なものがあり、マクラスキーの率いるSBDドーントレスは上空直掩に出ていた日本海軍の零戦の追撃を受け、攻撃に参加した30機のうち14機が撃墜され、マクラスキー自身も左腕を負傷したものの、マクラスキーはエンタープライズへ帰り着くことができた。
なお、マクラスキーは、負傷した後もエンタープライズの艦上において指揮を執り続け、この後に出撃させたウィルマー・ガラハー大尉率いるエンタープライズ艦爆隊及びヨークタウンの大破によってエンタープライズに退避していたデイヴ・シャムウェイ大尉率いるヨークタウン艦爆隊が飛龍も撃沈したため、この戦いに出撃してきた日本海軍の航空母艦4隻のうち、3隻を自らの指揮によって沈没に追いやった功績により、海軍十字章を授与されている。

#### ミッドウェー海戦後
ミッドウェー海戦の後、マクラスキーは中佐に昇進し、護衛空母コレヒドールの艦長になった。

### 第二次世界大戦後
第二次世界大戦終結後は大佐に昇進し、朝鮮戦争では第7艦隊の首席参謀を務め、1952年から1953年にかけてはイリノイ州の海軍航空隊基地で勤務し、そして1954年に准将に昇進した後は、1956年7月の退役まで予備艦隊で勤務した。
退役時にミッドウェー海戦での功績により、1階級の特進を受けて少将になった。
なお、ミッドウェー海戦での功績に報いて1981年12月に就役したオリバー・ハザード・ペリー級ミサイルフリゲートの41番艦にマクラスキーの名前が付けられた。

## 後世への影響
マクラスキーにとって、1隻の空母に搭載される全艦載機を統率する立場であるにもかかわらず、配下の艦載機部隊の一部を直接指揮して出撃したミッドウェー海戦における日本海軍機動部隊主力の撃滅は、アメリカ海軍軍人としてだけではなく、人生最大のハイライトであり、アメリカ海軍の伝統ある艦名である「USSエンタープライズ」の名をさらに高名なものとした。
その功績の偉大さはミッドウェー海戦後に海軍十字章を授与され、アメリカ海軍を退役する際に1階級の特進の措置が取られたほか、その後もアメリカ海軍艦艇の名となったことでも明らかである。
また、マクラスキーは史実のミッドウェー海戦において、マクラスキーが海戦の勝敗を決する攻撃命令を自身の指揮するSBDの部隊へ直接出して日本海軍の航空母艦を1回の攻撃で2隻を沈没に追いやって生還し、負傷したことで自らは参加しなかったものの、2回目の攻撃でさらに1隻の航空母艦を沈没させるという、類稀な強運と武運に恵まれたため、ミッドウェー海戦を扱った架空戦記では、人間離れした強運と武運を持って戦いの鍵を握る、空母エンタープライズの航空群司令として、ほぼ必ず登場する人物である。
なお、アメリカ海軍は毎年夏にアメリカ本土のファロン海軍航空基地やオシアナ海軍航空基地で射爆撃競技会を実施しているが、その競技会において対地攻撃部門で優秀な成績を収めた飛行隊に贈られる賞が「マクラスキー少将賞（Rear-Admiral Clarence Wade McClusky Awardと表記される）」で、マクラスキー少将賞を受賞した飛行隊の空母航空団司令専用機や飛行隊長機の機首もしくは垂直尾翼には、受賞を示す「McClusky」のロゴが次の競技会まで記入される。